# Schermen op de Olympische Zomerspelen 1964

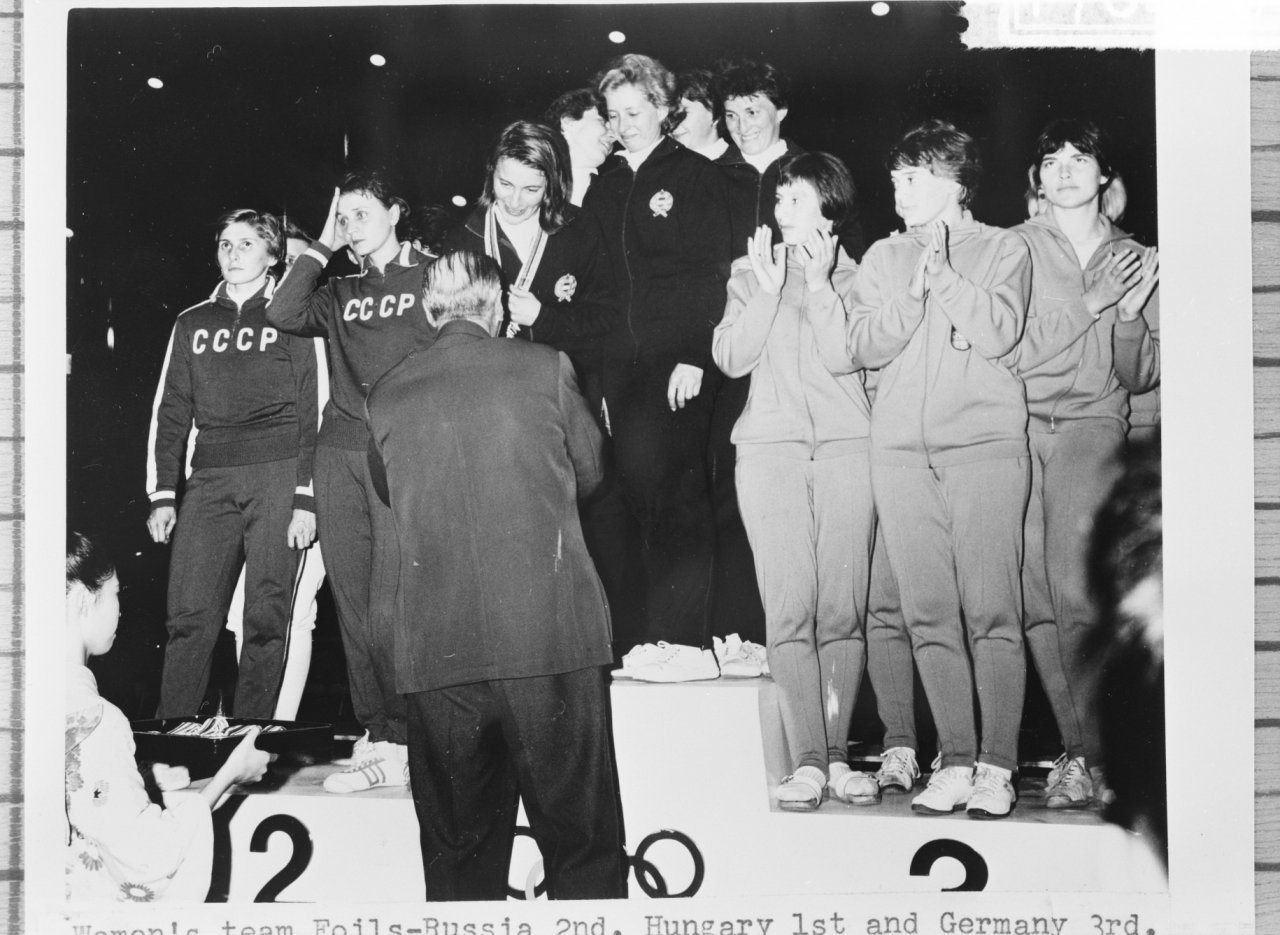

Schermen is een van de sporten die beoefend werden tijdens de Olympische Zomerspelen 1964 in Tokio.

## Heren

### floret individueel
| rang   | sporter(s)         | land |
| ------ | ------------------ | ---- |
| Goud   | Egon Franke        | POL  |
| Zilver | Jean-Claude Magnan | FRA  |
| Brons  | Daniel Revenu      | FRA  |
| 4      | Roland Losert      | AUT  |
| 5      | Jenő Kamuti        | HUN  |
| 6      | Tim Gerresheim     | EUA  |
| 7      | Sandor Szabó       | HUN  |
| 7      | Henry Hoskyns      | GBR  |

### floret team
| rang   | sporter(s)                                                                              | land |
| ------ | --------------------------------------------------------------------------------------- | ---- |
| Goud   | German Svesjnikov Joeri Sissikin Mark Midler Viktor Zjdanovitsj Joeri Sjarov            | URS  |
| Zilver | Zbigniew Skrudlik Witold Woyda Egon Franke Ryszard Parulski Jan Różycki                 | POL  |
| Brons  | Daniel Revenu Jacky Courtillat Pierre Rodocanachi Christian Noël Jean-Claude Magnan     | FRA  |
| 4      | Kazuo Mano Kazuhiko Tabuchi Fujio Shimizu Heizaburo Okawa                               | JPN  |
| 5      | Dieter Wellmann Jürgen Brecht Eberhard Mehl Tim Gerresheim Jürgen Theuerkauff           | EUA  |
| 6      | Iuliu Falb Stefan Hauckler Ion Drîmbă Tanase Muresan Attila Szabó                       | ROU  |
| 7      | Béla Gyarmati József Gyuricza Jenő Kamuti László Kamuti Sandor Szabó                    | HUN  |
| 7      | Pasquale La Ragione Nicola Granieri Gianguido Milanesi Arcangelo Pinelli Mario Curletto | ITA  |

### degen individueel
| rang   | sporter(s)        | land |
| ------ | ----------------- | ---- |
| Goud   | Grigori Kriss     | URS  |
| Zilver | Henry Hoskyns     | GBR  |
| Brons  | Goeram Kostava    | URS  |
| 4      | Gianluigi Saccaro | ITA  |
| 5      | Bogdan Gonsior    | POL  |
| 6      | Claude Bourquard  | FRA  |
| 7      | Orvar Lindwall    | SWE  |
| 7      | Franz Rompza      | EUA  |

### degen team
| rang   | sporter(s)                                                                                   | land |
| ------ | -------------------------------------------------------------------------------------------- | ---- |
| Goud   | Győző Kulcsár Zoltán Nemere Tamás Gábor István Kausz Árpád Bárány                            | HUN  |
| Zilver | Gianluigi Saccaro Giambattista Breda Gianfranco Paolucci Giuseppe Delfino Alberto Pellegrino | ITA  |
| Brons  | Claude Brodin Yves Dreyfus Claude Bourquard Jack Guittet Jacques Brodin                      | FRA  |
| 4      | Orvar Lindwall Curt Genesjö Karl Abrahamson Hans Lagerwall Carl-Wilhelm Engdahl              | SWE  |
| 5      | Henryk Nielaba Mikołaj Pomarnacki Bogdan Andrzejewski Bogdan Gonsior Jerzy Pawłowski         | POL  |
| 6      | Franz Rompza Max Geuter Volkmar Würtz Paul Gnaier Haakon Stein                               | EUA  |
| 7      | Bruno Khabarov Goeram Kostava Joeri Smoljakov Grigori Kriss Akeksej Nikantsjikov             | URS  |
| 7      | Claudio Polledri Paul Meister Walter Bar Jean Gontier Michel Steininger                      | SUI  |

### sabel individueel
| rang   | sporter(s)         | land |
| ------ | ------------------ | ---- |
| Goud   | Tibor Pézsa        | HUN  |
| Zilver | Claude Arabo       | FRA  |
| Brons  | Oemjar Mavlichanov | URS  |
| 4      | Jakov Rylski       | URS  |
| 5      | Emil Ochyra        | POL  |
| 6      | Marcel Parent      | FRA  |
| 7      | Walter Köstner     | EUA  |
| 7      | Dieter Wellmann    | EUA  |

### sabel team
| rang   | sporter(s)                                                                               | land |
| ------ | ---------------------------------------------------------------------------------------- | ---- |
| Goud   | Jakov Rylski Noegzar Asatiani Mark Rakita Oemjar Mavlichanov Boris Melnikov              | URS  |
| Zilver | Wladimiro Calarese Cesare Salvadori Giampaolo Calanchini Pierluigi Chicca Mario Ravagnan | ITA  |
| Brons  | Emil Ochyra Jerzy Pawłowski Ryszard Zub Andrzej Piątkowski Wojciech Zabłocki             | POL  |
| 4      | Claude Arabo Marcel Parent Jean-Ernest Ramez Jacques Lefèvre Robert Fraisse              | FRA  |
| 5      | Péter Bakonyi Zoltán Horváth Miklós Meszéna Attila Kovács Tibor Pézsa                    | HUN  |
| 6      | Dieter Wellmann Jürgen Theuerkauff Klaus Allissat Walter Köstner Percy Borucki           | EUA  |
| 7      | Attila Csipler Octavian Vintila Tanase Muresan Ion Drîmbă                                | ROU  |
| 7      | Alfonso Morales Robert Blum Jenő Hámori Attila Keresztes Thomas Orley                    | USA  |

## Dames

### floret individueel
| rang   | sporter(s)                 | land |
| ------ | -------------------------- | ---- |
| Goud   | Ildikó Ujlaki-Rejtő        | HUN  |
| Zilver | Helga Mees                 | EUA  |
| Brons  | Antonella Ragno            | ITA  |
| 4      | Galina Gorochova           | URS  |
| 5      | Katalin Juhász-Nagy        | HUN  |
| 6      | Giovanna Masciotta         | ITA  |
| 7      | Bruna Colombetti Peroncini | ITA  |
| 7      | Catherine Rousselet        | FRA  |

### floret team
| rang   | sporter(s)                                                                                           | land |
| ------ | --- | ---- |
| Goud   | Ildikó Ujlaki-Rejtő Katalin Juhász-Nagy Lídia Sákovics-Dömölky Judit Mendelényi-Ágoston Paula Marosi | HUN  |
| Zilver | Galina Gorochova Valentina Proedskova Tatjana Samoesenko Ljoedmila Sjisjova Valentina Rastvorova     | URS  |
| Brons  | Heidi Schmid Helga Mees Rosemarie Scherberger Gudrun Theuerkauff                                     | EUA  |
| 4      | Antonella Ragno Giovanna Masciotta Irene Camber Natalina Sanguineti Bruna Colombetti                 | ITA  |
| 5      | Ileana Gyulai Ana Derșidan Olga Szabó Maria Vicol Ecaterina Iencic                                   | ROU  |
| 6      | Annick Level Brigitte Gapais Catherine Rousselet Marie-Chantal de Petris Colette Revenu              | FRA  |

## Medaillespiegel
| rang   | land               | goud | zilver | brons | totaal |
| ------ | ------------------ | ---- | ------ | ----- | ------ |
| 1      | Hongarije          | 4    | 0      | 0     | 4      |
| 2      | Sovjet-Unie        | 3    | 1      | 2     | 6      |
| 3      | Polen              | 1    | 1      | 1     | 3      |
| 4      | Frankrijk          | 0    | 2      | 3     | 5      |
| 5      | Italië             | 0    | 2      | 1     | 3      |
| 6      | Duits eenheidsteam | 0    | 1      | 1     | 2      |
| 7      | Groot-Brittannië   | 0    | 1      | 0     | 1      |
| totaal | totaal             | 8    | 8      | 8     | 24     |